# Ampelisca furcigera
Ampelisca furcigera is een vlokreeftensoort uit de familie van de Ampeliscidae. De wetenschappelijke naam van de soort is voor het eerst geldig gepubliceerd in 1936 door Bulycheva.